# MTV Europe Music Awards 2010
MTV Europe Music Awards 2010 se konalo 7. listopadu 2010 v Caja Magica v Madridu. Moderátorkou celé show byla Eva Longoria a Justin Bieber byl oficiální digitální uvaděč MTV EMA 2010. Nominace byly zveřejněny 20. září 2010. Lady Gaga a Katy Perry s pěti, Eminem s čtyřmi a 30 Seconds to Mars a Muse s třemi nominacemi.
30 Seconds to Mars vystoupila na jevišti v Puerta de Alcalá s hostem Kanyem Westem. Shakira zahájila show se svými písněmi "Loca" a oficiální písní pro Mistrovství světa ve fotbale 2010 "Waka Waka" společně s Dizzee Rascal. Kolumbijská zpěvačka taky obdržela speciální cenu MTV Free Your Mind za její zachování oddanosti ke zlepšení přístupu ke vzdělání pro všechny děti na celém světě. Vystoupení Katy Perra a Linkin Park proběhla na venkovním pódiu v staré části Madridu v Puerta de Alcalá. Vystoupení proběhlo před téměř 100 000 fanoušků, Perry vystoupila se svou písní "Firework" i s kompletní třpytivou pyrotechnikou. Linkin Park vystoupil s kompletním setem, který byl natočen v celém rozsahu pro pořad MTV World Stage, který se vysílal na všech stanicích MTV 10. prosince 2010.
Vítězem celého večera byla Lady Gaga, který získala 3 ceny (Nejlepší zpěvačka, nejlepší pop a nejlepší píseň). Lady Gaga poděkovala za své ceny pomocí satelitu z Budapešti, kde měla svůj poslední koncert v rámci svého The Monster Ball Tour. Bon Jovi převzal ocenění v kategorii Globální legenda od Evy Longorie a uzavřel celou show se svými hity "What Do You Got?", "You Give Love a Bad Name" a "It's My Life".

## Nominace
Výherci jsou označeny tučným písmem.

### Nejlepší píseň
- Eminem (společně s Rihannou) — "Love the Way You Lie"
- Lady Gaga — "Bad Romance"
- Katy Perry (společně se Snoop Doggem) — "California Gurls"
- Rihanna — "Rude Boy"
- Usher (společně s will.i.am) — "OMG"

### Nejlepší video
- 30 Seconds to Mars — "Kings and Queens"
- Eminem (společně s Rihannou) — "Love the Way You Lie"
- Lady Gaga (společně s Beyoncé) — "Telephone"
- Katy Perry (společně se Snoop Doggem) — "California Gurls"
- Plan B — "Prayin'"

### Nejlepší zpěvačka
- Miley Cyrus
- Lady Gaga
- Katy Perry
- Rihanna
- Shakira

### Nejlepší zpěvák
- Justin Bieber
- Eminem
- Enrique Iglesias
- Usher
- Kanye West

### Nejlepší nováček
- B.o.B
- Justin Bieber
- Jason Derülo
- Kesha
- Plan B

### Nejlepší Pop
- Miley Cyrus
- Lady Gaga
- Katy Perry
- Rihanna
- Usher

### Nejlepší Rock
- 30 Seconds to Mars
- Kings of Leon
- Linkin Park
- Muse
- Ozzy Osbourne

### Nejlepší Alternativa
- Arcade Fire
- Gorillaz
- The Gossip
- Paramore
- Vampire Weekend

### Nejlepší Hip-Hop
- Eminem
- Lil Wayne
- Snoop Dogg
- T.I.
- Kanye West

### Nejlepší LIVE
- Bon Jovi
- Kings of Leon
- Lady Gaga
- Linkin Park
- Muse

### Nejlepší World Stage
- 30 Seconds to Mars
- Gorillaz
- Green Day
- Muse
- Katy Perry
- Tokio Hotel

### Nejlepší Push umělec
- B.o.B
- Justin Bieber
- Alexandra Burke
- Jason Derülo
- The Drums
- Hurts
- Kesha
- PoMike Posner
- Professor Green
- Selena Gomez & the Scene

### Nejlepší evropský umělec
- Afromental
- Dima Bilan
- Enrique Iglesias
- Inna
- Marco Mengoni

### Globální legenda
- Bon Jovi

### Free Your Mind
- Shakira

## Regionální nominace
Výherci jsou označeny tučným písmem.

### Nejlepší umělec Velké Británie a Irska
- Delphic
- Ellie Goulding
- Marina and the Diamonds
- Rox
- Tinie Tempah

### Nejlepší dánský umělec
- Alphabeat
- Burhan G
- Medina
- Rasmus Seebach
- Turboweekend

### Nejlepší finský umělec
- Amorphis
- Chisu
- Fintelligens
- Stam1na
- Jenni Vartiainen

### Nejlepší norský umělec
- Casiokids
- Karpe Diem
- Susanne Sundfør
- Tommy Tee
- Lars Vaular

### Nejlepší švédský umělec
- Kent
- Lazee
- Robyn
- Miike Snow
- Swedish House Mafia

### Nejlepší německý umělec
- Gentleman
- Jan Delay
- Xavier Naidoo
- Sido
- Unheilig

### Nejlepší italský umělec
- Malika Ayane
- Dari
- Marco Mengoni
- Sonohra
- Nina Zilli

### Nejlepší belgický a nizozemský umělec
- Caro Emerald
- The Opposites
- Stromae
- The Van Jets
- Waylon

### Nejlepší francouzský umělec
- Ben l'Oncle Soul
- David Guetta
- Phoenix (band)|Phoenix
- Pony Pony Run Run
- Sexion D'Assaut[9]

### Nejlepší polský umělec
- Afromental
- Agnieszka Chylińska
- Hey
- Mrozu
- Tede

### Nejlepší španělský umělec
- Enrique Iglesias
- Lori Meyers
- Najwa
- La Mala Rodríguez
- SFDK

### Nejlepší ruský umělec
- A-Studio
- Dima Bilan
- Noize MC
- Serebro
- Timati

### Nejlepší rumunský umělec
- Dan Bălan
- Connect-R
- Deepcentral
- Inna
- Edward Maya a Vika Jigulina

### Nejlepší portugalský umělec
- Deolinda
- Diabo na Cruz
- Legendary Tiger Man
- Nu Soul Family
- Orelha Negra

### Nejlepší jadranský umělec
- Gramophonedzie
- Gibonni
- Leeloojamais
- Edo Maajka
- Negative

### Nejlepší arabský umělec
- Joseph Attieh
- Mohamed Hamaki
- Khaled Selim

### Nejlepší maďarský umělec
- Hősök
- Kiscsillag
- The Kolin
- Nemjuci
- Neo

### Nejlepší ukrajinský umělec
- Alyosha
- Antibodies
- Max Barskih
- Dio.filmy
- Kryhitka

### Nejlepší řecký umělec
- Μelisses
- Sakis Rouvas
- Stavento[10]
- Myron Stratis
- Vegas

### Nejlepší izraelský umělec
- Sarit Hadad
- Infected Mushroom
- Karolina
- Ivri Lider
- Hadag Nahash

### Nejlepší švýcarský umělec
- Baschi
- Greis
- Stefanie Heinzmann
- Lunik
- Marc Sway

### Nejlepší český a slovenský umělec
- /  Ewa Farna
- Aneta Langerová
- Rytmus
- Charlie Straight
- Marek Ztracený

## Vystoupení

### Digital show
- Katy Perry — "California Gurls" / "I Kissed a Girl" / "Peacock" / "Hot n Cold" / "Teenage Dream"
- 30 Seconds to Mars — "Closer to the Edge"

### Pre show
- 30 Seconds to Mars (společně s Kanyem Westem) — "Hurricane / Power"

### Hlavní show
- Shakira (společně s Dizzeem Rascalem) — "Loca / Waka Waka (This Time for Africa)"
- Kings of Leon — "Radioactive"
- Katy Perry — "Firework"
- Rihanna — "Only Girl (In The World)"
- Kid Rock — "Born Free"
- Linkin Park — "Waiting for the End"
- B.o.B (společně s Hayley Williamsem) — "Airplanes"
- Miley Cyrus — "Who Owns My Heart"
- Plan B — "She Said"
- Kesha — "Tik Tok"
- Bon Jovi — "What Do You Got? / You Give Love a Bad Name / It's My Life"

## Uvaděči
- Tim Kash — Moderátor Červeného koberce
- Taylor Momsen — vyhlašující kategorie Nejlepší nováček
- DJ Pauly D a Snooki — vyhlašující kategorie Nejlepší Pop
- Johnny Knoxville — vyhlašující kategorie Nejlepší Alternativa
- Kelly Brook a David Bisbal — vyhlašující kategorie Nejlepší video
- Emily Osment — vyhlašující kategorie Nejlepší zpěvák
- Slash — vyhlašující kategorie Nejlepší LIVE
- The Dudesons — vyhlašující kategorie Nejlepší Hip-Hop
- Alaska a Joaquín Reyes — vyhlašující kategorie Nejlepší španělský umělec
- 30 Seconds to Mars — vyhlašující speciální kategorie Free Your Mind
- Miley Cyrus — vyhlašující kategorie Nejlepší Rock
- Dizzee Rascal — vyhlašující kategorie Nejlepší zpěvačka
- Obsazení seriálu Jackass — vyhlašující kategorie Nejlepší píseň

## Pozoruhodné události
- Kesha během své děkovné řeči za Nejlepšího nováčka, řekla svým fanouškům: "Doufám, že váš cynický prostředníček vás dokáže inspirovat, a být sami sebou!"
- Jeden z obsazení seriálu Jackass, Jason "Wee-Man" Acuña při uvádění jedné z kategorií si sundal svoje kalhoty a odhal své zcela nahé tělo i se svými genitáliemi.